# 51ª edizione dei Directors Guild of America Award
La 51ª edizione dei Directors Guild of America Award si è tenuta il 6 marzo 1999 al Century Plaza Hotel di Los Angeles e ha premiato i migliori registi nel campo cinematografico, televisivo e pubblicitario del 1998.
Le nomination per il cinema sono state annunciate il 25 gennaio 1999. Le restanti candidature sono state annunciate tra il 1° e l'8 febbraio 1998.

## Cinema

### Film
- Steven Spielberg – Salvate il soldato Ryan (Saving Private Ryan)
- Roberto Benigni – La vita è bella
- John Madden – Shakespeare in Love
- Terrence Malick – La sottile linea rossa (The Thin Red Line)
- Peter Weir – The Truman Show

### Documentari[9]
- Jerry Blumenthal, Peter Gilbert e Gordon Quinn – Vietnam, Long Time Coming
- Matthew Diamond – Dancemaker
- Susan Lacy – American Masters per la puntata Leonard Bernstein: Reaching for the Note (film tv)
- Nigel Noble – Great Performances per la puntata Porgy and Bess: An American Voice (film tv)
- Kyra Thompson – Dying to Tell the Story (film tv)

## Televisione

### Serie drammatiche
- Paris Barclay – NYPD - New York Police Department (NYPD Blue)  per l'episodio Grazie di tutto, Bobby (Hearts and Souls)
- Steve Buscemi – Homicide (Homicide: Life on the Street) per l'episodio Finnegan's Wake
- Chris Carter – X-Files (The X-Files) per l'episodio Triangolo (Triangle)
- Adam Davidson – Law & Order - I due volti della giustizia (Law & Order) per l'episodio Guida in stato di ebbrezza (Under the Influence)
- Mark Tinker – NYPD - New York Police Department (NYPD Blue)  per l'episodio Il nuovo arrivato (Danny Boy )

### Serie commedia
- Thomas Schlamme – Sports Night per l'episodio Il migliore (Pilot)
- James Burrows – Will & Grace per l'episodio Will & Grace (Pilot)
- Pamela Fryman – Just Shoot Me! per l'episodio Two Girls for Every Boy
- Kelsey Grammer – Frasier per l'episodio Merry Christmas, Mrs. Moskowitz
- Todd Holland – The Larry Sanders Show per l'episodio Flip

### Film tv e miniserie
- Michael Cristofer – Gia - Una donna oltre ogni limite (Gia)
- Allan Arkush – The Temptations
- Steve Barron – Merlino (Merlin)
- Rob Cohen – Rat Pack - Da Hollywood a Washington (The Rat Pack)
- Jon Turteltaub – Dalla Terra alla Luna (From the Earth to the Moon) per la puntata Tutto lì (That's All There Is)

### Soap opera
- James Sayegh – Una vita da vivere (One Life to Live) per la 7572ª puntata
- Joseph Behar – General Hospital
- Nancy Eckels – Beautiful (The Bold and the Beautiful) per la puntata dell'11 dicembre 1998
- Sally McDonald – Febbre d'amore (The Young and the Restless) per la puntata del 7 agosto 1998
- Jill Mitwell – Una vita da vivere (One Life to Live) per la 7761ª puntata

### Trasmissioni musicali e d'intrattenimento
- Paul Miller – 52ª edizione dei Tony Award
- Marty Callner – I'm Telling You for the Last Time
- Matthew Diamond – In Performance at the White House per la puntata Savion Glover - Stomp, Slide & Swing
- Jerry Foley – David Letterman Show (Late Show with David Letterman) per la puntata del 13 febbraio 1998
- Louis J. Horvitz – 70ª edizione della cerimonia dei Premi Oscar

### Programmi per bambini
- Mitchell Kriegman – Bear nella grande casa blu (Bear in the Big Blue House) per l'episodio Love is All You Need
- Allison Grodner – The Teen Files per l'episodio Smoking: Truth or Dare
- Victoria Hochberg – Tesoro, mi si sono ristretti i ragazzi (Honey, I Shrunk the Kids: The TV Show) per l'episodio From Honey with Love
- Stuart Margolin – The Sweetest Gift
- Ron Oliver – Piccoli brividi (Goosebumps) per il doppio episodio L'urlo del gatto (Cry of the Cat)

## Pubblicità
- Kinka Usher – spot per Sony (Egg), Mountain Dew (Michael Johnson's World), Miller Brewing Company (Cupid), Nike (Undercover Ushers), Hallmark (Neighbor Lady)
- Amy Hill e Chris Riess – spot per Saturn (Driving Range), Bronson Medical Centers (Pediatrics), AmSouth Bancorporation (Life), Long John Silver's (London Loves Us)
- Peter Darley Miller – spot per 360 Communications (Chase), Slice (Dissection), Midway Games (Target Practice), PlayStation (Scout), Nike (The Great Magician)
- Rocky Morton – spot per Taco Bell (Bobbing Head; Romeo and Juliet), Fox Sports (Feet), PlayStation (Laundromat)
- Tarsem Singh – spot per John Hancock Financial (Sarajevo), Miller Brewing (Séance; Dances with Dog), Beck's (Romance)

## Premi speciali

### Premio Frank Capra
- Tom Joyner

### Premio Franklin J. Schaffner
- Robert Caminiti

### Robert B. Aldrich Service Award
- Arthur Hiller

### Diversity Award
- Steven Bochco